# 897년

## 연호
- 당(唐) 건녕(乾寧) 4년
- 일본(日本) 간표(寛平) 9년

## 기년
- 당(唐) 소종(昭宗) 9년
- 신라(新羅) 진성여왕(眞聖女王) 11년 / 효공왕(孝恭王) 원년
- 발해(渤海) 대위해(大瑋瑎) 4년
- 후백제(後百濟) 견훤(甄萱) 6년
- 태봉(泰封) 궁예(弓裔) 3년

## 사건
- 견훤, 무진주를 점령함.
- 진성여왕, 헌강왕 서자 요에게 왕의 자리 물려주고 12월 세상을 떠남.
- 요가 왕의 자리에 오름.

## 탄생
- 신라(新羅) 56대 국왕(國王) 경순왕(敬順王)
- 고려(高麗)의 문신(文臣) 강궁진(姜弓珍)

## 사망
- 고려(高麗)의 추존(追尊) 세조(世祖)